# Hjálmar Hátún
Hjálmar Hátún (født 18. august 1973). Dr. Scient (Ph.D.) i havforskning, Bergens Universitet 2004. M.Sc. i fysik, NTNU, Norwegian University of Science and Technology 2000. Forsker ved Færøernes Universitet og Institut for havforskning på Færøerne. Søn af Ólavur Hátún
- Projektleder af SPACE (SubPolar Atlantic – Climate and Ecosystems) og Decadal variability in the North Atlantic Ocean/Nordic Seas
- Medlem af ICES working Group of Oceanic Hydrography (WGOH), den videnskabelige styregruppe af ASOF (Arctic-Subarctic Ocean Fluxes), projekt NISE (Norwegian-Icelandic Seas Experiment) og projekt NorExChange
- Pris som ‘enestående Færøsk ung videnskabsmand’ (December 2009)

## Publikationer
- Till A. S. Rasmussen, Steffen M. Olsen, Bogi Hansen, Hjálmar Hátún, Karin M. H. Larsen. 2014. The Faroe

shelf circulation and its potential impact on the primary production. Continental Shelf Research 88
(2014) 171–184. http://dx.doi.org/10.1016/j.csr.2014.07.014.
- Larsen, K.M., Hátún, H., Hansen, B. And Kristiansen, R, 2012. Atlantic water in the Faroe area: sources and

variability. doi: 10.1093/icesjms/fss028.
- Homrum, E. Í., Hansen, B., Steingrund, P., Hátún, H., 2011. Title: Growth, maturation, diet and distribution of

saithe (Pollachius virens) in Faroese waters (NE Atlantic). Marine Biology Research In Press
- R.H., Sathyendranath, S. and Platt, T., 2011. Phytoplankton phenology and production around

Iceland and Faroes, Continental Shelf Research, In Press.
- Payne, M., Egan, A., Fässler S.M., Hátún, H., Holst, J.C., Jacobsen, J.A., Slotte, A. and Loeng, H., 2011.

The rise and fall of the NE Atlantic blue whiting. Marine Biology Research, In Press
- Hansen, B., Hátún, H., Kristiansen, R., Olsen, S.M., Østerhus, S., 2010. Stability and forcing of the IcelandFaroe

inflow of water, heat, and salt to the Arctic. Ocean Science, 6, doi:10.5194/os-6-1013-2010
- Hátún, H. and Gaard, E. 2010. Marine climate, squid and pilot whales in the northeastern Atlantic. in Dorete

– her book, Annales Societatis Scientarium Færoensis Suplementum 52: 50-68. Faroe University
Press, Tórshavn, 307 pp
- Steingrund, P., R. Mouritsen, J. Reinert, E. Gaard, and H. Hátún, 2010. Total stock size and cannibalism

regulate recruitment in cod (Gadus morhua) on the Faroe Plateau. ICES Journal of Marine Science,
67, 111-124.
- Hátún, H., Payne, M., Beaugrand, G., Reid, P.C., Sandø, A.B., Drange, H., Hansen, B., Jacobsen, J.A., and

Bloch, D. 2009. Large bio-geographical shifts in the north-eastern Atlantic Ocean: From the subpolar
gyre, via plankton, to blue whiting and pilot whales. Progress in Oceanography, 80: 149-162
- Hátún, H., Payne, M.R., and Jacobsen, J.A. 2009. The North Atlantic subpolar gyre regulates the spawning

distribution of blue whiting (Micromesistius poutassou). Canadian Journal of Fisheries and Aquatic
Sciences, 66: 759-770
- Reid, P. C. et al. (and Hátún, H.), 2009. Impacts of the Oceans on Climate Change. Advances in Marine

Biology, Vol 56 56: 1-150
- Hátún, H. 2000. On the accuracy of computing slope current transports from current meter arrays, Master

of Science thesis, 97 pp.,The Norwegian University of Science and Technology – NTNU, Trondheim,
Norway.